# Here I Go Again (Smokey Robinson & The Miracles)
"Here I Go Again" is een hitsingle van de Amerikaanse soulgroep Smokey Robinson & The Miracles. Het nummer was de tweede van drie singles afkomstig van het album "Time Out For Smokey Robinson & The Miracles". De andere twee waren "Baby, Baby Don't Cry" en "Abraham, Martin & John", terwijl het nummer "Doggone Right, de B-kant van het nummer in kwestie ook de hitlijsten bereikte. Van deze vier nummers was "Here I Go Again" het minst succesvol. Desondanks wist het nummer toch de top 40 van de Amerikaanse poplijst en R&B-lijst te bereiken. Op die laatstgenoemde was het het succesvolst met een #15 notering, maar op de poplijst bereikte "Here I Go Again" ook nog de #37 plaats.
Zoals bijna alle hits van Smokey Robinson & The Miracles werd het nummer door de leadzanger zelf van de groep geschreven, Smokey Robinson. Voor "Here I Go Again" schreef hij al hits als "My Girl Has Gone", "Going to a Go-Go" en "More Love" voor de groep. Hij schreef het nummer in kwestie niet alleen, maar in samenwerking met Al Cleveland en Terry Johnson, de twee waar hij ook al de voorganger van "Here I Go Again", "Baby, Baby Don't Cry", mee schreef. Daarnaast hielp ook Warren "Pete" Moore, net als Robinson lid van The Miracles, bij het schrijven van het nummer. "Here I Go Again" werd geschreven als ballad, een stijl muziek waar de groep al eerder hits mee had met nummers als "The Tracks Of My Tears" en "Ooo Baby Baby". De langzame muziek wordt, zoals op bijna alle nummers van Smokey Robinson & The Miracles, gespeeld door de studioband van Motown, de platenmaatschappij van de groep, The Funk Brothers. De leiding hierover had pianist Earl van Dyke, maar de leiding over de opname en degene die dus producer was, was Smokey Robinson.
De B-kant van "Here I Go Again" is, zoals al eerder genoemd, het nummer "Doggone Right". Net als de A-kant is dit nummer afkomstig van het album "Time Out For Smokey Robinson & The Miracles" en bereikte het de hitlijsten. Dit was als B-kant niet nieuw voor de groep, want eerdere nummers als "Choosey Beggar" en "I've Been Good To You" deden dit ook al. Wel was het de eerste en enige keer uit de carrière van de groep dat het een B-kant lukte om succesvoller te zijn dan de A-kant. Waar "Here I Go Again" de nummer 37-notering bereikte op de poplijst, haalde "Doggone Right" de #32 plaats. Daarnaast lukte het de B-kant om de top 10 van de R&B-lijst binnen te dringen, waar "Here I Go Again" niet in slaagde. "Doggone Right" werd geschreven door Al Cleveland, Smokey Robinson en de gitarist van de groep Marv Tarplin.

## Bezetting
- Lead: Smokey Robinson
- Achtergrond: Warren "Pete" Moore, Ronnie White, Claudette Robinson en Bobby Rogers
- Instrumentatie: The Funk Brothers
- Gitarist: Marv Tarplin
- Schrijvers: Smokey Robinson, Warren "Pete" Moore, Al Cleveland en Terry Johnson
- Producer: Smokey Robinson